# Еохайд Гоннат
Еохайд Гоннат — (ірл. — давньоірл. Eochaid Gonnat), він же — Еохайд Гуннат, Еохайд мак Фіах, Еохайд Поранений — верховний король  Ірландії. Час правління: 244–245 роки н. е. (згідно з хроніками Джеффрі Кітінга) або 266—267 роки н. е. (згідно з «Книгою Чотирьох Майстрів»). Син Фіаха, нащадок Імхада, Сірхада, Фіатаха Фінна.
Зайняв престол після усунення від влади Кормака мак Арта. Правив Ірландією менше року і загинув в битві. Хто саме вбив верховного короля Еохайда Гонната — тут хроніки, перекази і легенди розходяться. Вказуються такі імена: Лугайд мак Лугеа (Lugaid mac Lugna), Лугайд Менн мак Енгус (Lugaid Menn mac Óengus), Лугна Фейртре (Lugna Feirtre).
Після його загибелі до влади прийшов син Кормака мак Арта — Кайбре Ліфехарь мак Кормак (Cairbre Lifechair mac Cormac).